# Hans Höglund
Hans Yngve "Honta" Höglund (ur. 23 lipca 1952 w Mölndal, zm. 4 października 2012 w Sätila) – szwedzki lekkoatleta, kulomiot.
W 1970 zajął 9. miejsce w mistrzostwach Europy juniorów.
Na mistrzostwach Europy w 1974 zajął 18. miejsce w eliminacjach z wynikiem 17,99 i nie awansował do finału.
Podczas igrzysk olimpijskich w Montrealu (1976) zajął 8. miejsce z wynikiem 20,17.
Reprezentant kraju w zawodach pucharu Europy.
Czterokrotnie zdobywał złote medale mistrzostw Szwecji – w latach 1974–1976 na stadionie, w 1977 w hali.
Pięciokrotny mistrz NCAA (stadion: 1973 i 1975, hala: 1973–1975).
Czterokrotny rekordzista Szwecji na stadionie:
- 20,05 (27 maja 1973, Modesto)
- 20,60 (19 czerwca 1973, Oslo)
- 20,66 (1 czerwca 1974, Berkeley)
- 21,33 (6 czerwca 1975, Provo)

## Rekordy życiowe
- Pchnięcie kulą – 21,33 (1975) rekord Szwecji
- Pchnięcie kulą (hala) – 20,67 (1975)[8]